# Tulsa Roughnecks
Tulsa Roughnecks – amerykański klub piłkarski z Filadelfii, w stanie Pensylwania. Drużyna występowała w lidze NASL, a jego domowym obiektem był Skelly Stadium, a obiektem halowego zespołu była hala Tulsa Fairgrounds Pavilion. Zespół istniał w latach 1978–1985.

## Historia
Klub został założony w 1978 roku jako kontynuator tradycji San Antonio Thunder i Team Hawaii. Największym sukcesem w historii występów klubu w lidze NASL jest zdobycie mistrzostwa tej ligi w sezonie 1983 po zwycięstwie w Soccer Bowl 2:0 nad drużyną Toronto Blizzard na BC Place Stadium w Vancouver dnia 1 października 1983 roku.
Klub został rozwiązany w 1985 roku. W latach 1993–2000 klub pod taką samą nazwą występował w rozgrywkach USISL.

## Osiągnięcia
| - Mistrz NASL: 1983 Odkrycie Sezonu NASL - Joe Morrone Jr. – 1981 MVP Soccer Bowl - Njego Pesa – 1981 Król strzelców halowego NASL - Laurie Abrahams – 1983 |  | Jedenastka Sezonu NASL - 1983: Barry Wallace Jedenastka Dublerów NASL - 1981: Barry Wallace - 1982: Barry Wallace - 1984: Terry Moore, Victor Moreland Wyróżnienia NASL - 1981: Duncan McKenzie - 1982: Laurie Abrahams - 1984: Ron Futcher |  | Jedenastka halowego NASL - 1981–82: Barry Wallace - 1983–84: Barry Wallace Canadian Soccer Hall of Fame - 2004: Bob Bolitho - 2005: Terry Moore - 2008: Jack Brand Galeria Sław Halowej Piłki Nożnej - 2012 Kim Roentved |

## Sezon po sezonie
| Sezon | Liga | Z  | P  | Pkt | Sezon                                              | Playoff                | Śr. frekwencja |
| ----- | ---- | -- | -- | --- | -------------------------------------------------- | ---------------------- | -------------- |
| 1978  | NASL | 15 | 15 | 132 | 2.miejsce, Konferencja Narodowa, Dywizja Centralna | Pierwsza runda         | 11,256         |
| 1979  | NASL | 14 | 16 | 139 | 3.miejsce, Konferencja Narodowa, Dywizja Centralna | Półfinał               | 16,426         |
| 1980  | NASL | 15 | 17 | 139 | 3.miejsce, Konferencja Narodowa, Dywizja Centralna | Pierwsza runda         | 19,787         |
| 1981  | NASL | 17 | 15 | 154 | 3.miejsce, Dywizja Centralna                       | Pierwsza runda         | 17,188         |
| 1982  | NASL | 16 | 16 | 112 | 2.miejsce, Dywizja Południowa                      | Pierwsza runda         | 14,554         |
| 1983  | NASL | 17 | 13 | 145 | 1.miejsce, Dywizja Południowa                      | Mistrz                 | 12,415         |
| 1984  | NASL | 10 | 14 | 98  | 4.miejsce, Dywizja Wschodnia                       | Nie zakwalifikował się | 7,797          |

### Halowa NASL
| Sezon   | Liga        | Z  | P  | Pkt | Sezon                                                 | Playoff                | Śr. frekwencja |
| ------- | ----------- | -- | -- | --- | ----------------------------------------------------- | ---------------------- | -------------- |
| 1979    | Halowa NASL | 0  | 2  | —   | Nie odbył się                                         | 3.miejsce              | 6,340          |
| 1979–80 | Halowa NASL | 7  | 5  | —   | 3rd, Dywizja Wschodnia                                | Pierwsza runda         | 4,657          |
| 1980–81 | Halowa NASL | 9  | 9  | —   | 2.miejsce, Dywizja Południowa                         | Nie zakwalifikował się | 5,288          |
| 1981–82 | Halowa NASL | 10 | 8  | —   | 3.miejsce, Konferencja Amerykańska, Dywizja Centralna | Półfinał               | 5,308          |
| 1983    | Halowa NASL | 4  | 4  | —   | 3.miejsce, Runda eliminacyjna                         | Półfinał               | 3,293          |
| 1983–84 | Halowa NASL | 11 | 21 | —   | 6.miejsce                                             | Nie zakwalifikował się | 3,707          |

## Władze klubu
- Carl Moore – Współwłaściciel (1978–83)
- Mike Kimbrell – Współwłaściciel (1978–83)
- Rick Lowenherz – Współwłaściciel (1978–83)
- Fred Williams – Współwłaściciel (1978–83)
- Jim Boeh – Dyrektor komunikacji
- Noel Lemon – Menedżer
- Tulsa Cable – Właściciel  (1984)

## Znani piłkarze
| - Laurie Abrahams (1979, 1982–83) - Colin Boulton (1978–79) - David Bradford (1982/1984) - Viv Busby (1981–82) - Chris Dangerfield (1978) - Terry Darracott (1979) - Roger Davies (1979) - Alan Dugdale (1980–81) - Steve Earle (1978/1980) - Lil Fuccillo (1983) - Ron Futcher (1983–84) - David Irving (1980) - Jimmy Kelly (1980–81) - Duncan McKenzie (1981) - David Nish (1979) - Tommy Ord (1980) - Colin Waldron (1978) - Barry Wallace (1980–84) |  | - Alan Woodward (1979–81) - Zequinha (1983–84) - Kim Roentved (1982) - Petar Nikezić (1978) - Nino Zec (1978, 1983–84) - Johannes Edvaldsson (1980–81) - Iraj Danaeifard (1980–84) - Don O’Riordan (1979–80) - Željko Bilecki (1981–82) - Bob Bolitho (1980–81) - Jack Brand (1979) - Dean DiTocco (1978–80) - Terry Moore (1982–84) - Franz Gerber (1982) - Thompson Usiyan (1983–84) - Billy Caskey (1978–84) - David McCreery (1981–82) - Chris McGrath (1981–82) |  | - Victor Moreland (1978, 1980–84) - Adam Krupa (1981–84) - Charlie Mitchell (1978) - Davie Robb (1980) - Delroy Allen - Matt Bahr - Winston DuBose (1982–84) - Gene DuChateau - Chance Fry - Billy Gazonas (1978–1980) - Joe Morrone Jr. (1981–1982) - Njego Pesa (1982–83) - Bill Sautter - Alex Skotarek - Ron Davies (1979) - Clive Griffiths (1980) - Wayne Hughes (1979) - Carmelo D'Anzi (1983) |

Wielu były piłkarzy klubów po zakończeniu kariery piłkarskiej było trenerami zespołów młodzieżowych Tulsa United, Tulsa SC, Tornado SC i Hurricane FC.

## Trenerzy
- 1978:  Bill Foulkes
- 1978:  Alex Skotarek
- 1979:  Alan Hinton
- 1980–1981:  Charlie Mitchell
- 1981–1983:  Terry Hennessey
- 1983–1984:  Steve Earle (halowa drużyna)
- 1984:  Wim Suurbier